# Баланс підземних вод
Баланс підземних вод – співвідношення кількості води, яка надходить у водоносну товщу і витікає (витрачається) з неї за певний проміжок часу.
Цей же термін застосовний до гідрогеологічної системи, наприклад, до артезіанського басейну.
Баланс підземних вод відображає водообмінні процеси у гідрогеологічній системі .
Багаторічний баланс підземних вод оцінюють із припущенням сталих умов руху підземних вод. Короткочасніші баланси розраховують для сезонів.
Порівняння Б. п. в. на різні відтинки часу дає змогу порівнювати тенденції кількісних змін ресурсів підземних вод, окремих джерел їх живлення чи розвантаження, врахувати природні і техногенні чинник впливу на підземну гідросферу.